# Futbol'nyj Klub Zenit Sankt-Peterburg 2015-2016
Questa pagina raccoglie i dati riguardanti il Futbol'nyj Klub Zenit Sankt-Peterburg nelle competizioni ufficiali della stagione 2015-2016.

## Rosa
Rosa e numerazione aggiornate al 6 giugno 2016
| N. |                       | Ruolo | Calciatore          |
| -- | --------------------- | ----- | ------------------- |
| 1  | Russia (bandiera)     | P     | Jurij Lodygin       |
| 2  | Russia (bandiera)     | D     | Aleksandr Anjukov   |
| 4  | Italia (bandiera)     | D     | Domenico Criscito   |
| 5  | Russia (bandiera)     | C     | Aleksandr Rjazancev |
| 6  | Belgio (bandiera)     | D     | Nicolas Lombaerts   |
| 7  | Brasile (bandiera)    | A     | Hulk                |
| 8  | Brasile (bandiera)    | C     | Maurício            |
| 9  | Russia (bandiera)     | A     | Aleksandr Kokorin   |
| 10 | Portogallo (bandiera) | A     | Danny               |
| 13 | Portogallo (bandiera) | D     | Neto                |
| 14 | Russia (bandiera)     | C     | Artur Jusupov       |
| 16 | Russia (bandiera)     | P     | Vjačeslav Malafeev  |

| N. |                      | Ruolo | Calciatore          |
| -- | -------------------- | ----- | ------------------- |
| 17 | Russia (bandiera)    | C     | Oleg Šatov          |
| 19 | Russia (bandiera)    | D     | Igor' Smol'nikov    |
| 20 | Russia (bandiera)    | C     | Viktor Fajzulin     |
| 21 | Spagna (bandiera)    | C     | Javi García         |
| 22 | Russia (bandiera)    | A     | Artëm Dzjuba        |
| 24 | Argentina (bandiera) | D     | Ezequiel Garay      |
| 28 | Belgio (bandiera)    | C     | Axel Witsel         |
| 41 | Russia (bandiera)    | P     | Mikhail Keržakov    |
| 81 | Russia (bandiera)    | C     | Jurij Žirkov        |
| 99 | Russia (bandiera)    | C     | Ivan Solovjev       |
|    | Russia (bandiera)    | C     | Aleksandr Rjazancev |

## Risultati

### Campionato
| San Pietroburgo 19 luglio 2015 1ª giornata | Zenit San Pietroburgo | 2 – 1 referto | Dinamo Mosca | Stadio Petrovskij |

| Ekaterinburg 26 luglio 2015 2ª giornata | Ural | 1 – 4 referto | Zenit San Pietroburgo | SKB-Bank Arena |

| San Pietroburgo 1º agosto 2015 3ª giornata | Zenit San Pietroburgo | 3 – 0 referto | Terek Groznyj | Stadio Petrovskij |

| Ufa 9 agosto 2015 4ª giornata | Ufa | 0 – 1 referto | Zenit San Pietroburgo | Neftyanik Stadium |

| San Pietroburgo 15 agosto 2015 5ª giornata | Zenit San Pietroburgo | 0 – 2 referto | Krasnodar | Stadio Petrovskij |

| Kazan' 24 agosto 2015 6ª giornata | Rubin | 1 – 3 referto | Zenit San Pietroburgo | Stadio Centrale di Kazan' |

| San Pietroburgo 29 agosto 2015 7ª giornata | Zenit San Pietroburgo | 1 – 3 referto | Kryl'ja Sovetov Samara | Stadio Petrovskij |

| Chimki 12 settembre 2015 8ª giornata | CSKA Mosca | 2 – 2 referto | Zenit San Pietroburgo | Arena Chimki |

| San Pietroburgo 20 settembre 2015 9ª giornata | Zenit San Pietroburgo | 1 – 1 referto | Amkar Perm' | Stadio Petrovskij |

| Mosca 26 settembre 2015 10ª giornata | Spartak Mosca | 2 – 2 referto | Zenit San Pietroburgo | Otkrytie Arena |

| San Pietroburgo 3 ottobre 2015 11ª giornata | Zenit San Pietroburgo | 3 – 0 referto | Rostov | Stadio Petrovskij |

| Krasnodar 17 ottobre 2015 12ª giornata | Kuban' | 2 – 2 referto | Zenit San Pietroburgo | Stadio Kuban' |

| San Pietroburgo 24 ottobre 2015 13ª giornata | Zenit San Pietroburgo | 5 – 1 referto | Anži | Stadio Petrovskij |

| San Pietroburgo 31 ottobre 2015 14ª giornata | Zenit San Pietroburgo | 0 – 0 referto | Mordovija | Stadio Petrovskij |

| Mosca 8 novembre 2015 15ª giornata | Lokomotiv Mosca | 2 – 0 referto | Zenit San Pietroburgo | Stadio Lokomotiv |

| San Pietroburgo 21 novembre 2015 16ª giornata | Zenit San Pietroburgo | 3 – 0 referto | Ural | Stadio Petrovskij |

| Groznyj 28 novembre 2015 17ª giornata | Terek Groznyj | 4 – 1 referto | Zenit San Pietroburgo | Achmat-Arena |

| San Pietroburgo 3 dicembre 2015 18ª giornata | Zenit San Pietroburgo | 1 – 1 referto | Ufa | Stadio Petrovskij |

| Krasnodar 5 marzo 2016 19ª giornata | Krasnodar | 0 – 0 referto | Zenit San Pietroburgo | Stadio Kuban' |

| San Pietroburgo 13 marzo 2016 20ª giornata | Zenit San Pietroburgo | 4 – 2 referto | Rubin | Stadio Petrovskij |

| Saransk 20 marzo 2016 21ª giornata | Kryl'ja Sovetov Samara | 0 – 2 referto | Zenit San Pietroburgo | Start Stadion |

| San Pietroburgo 3 aprile 2016 22ª giornata | Zenit San Pietroburgo | 2 – 0 referto | CSKA Mosca | Stadio Petrovskij |

| Perm' 9 aprile 2016 23ª giornata | Amkar Perm' | 0 – 2 referto | Zenit San Pietroburgo | Stadio Zvezda |

| San Pietroburgo 16 aprile 2016 24ª giornata | Zenit San Pietroburgo | 5 – 2 referto | Spartak Mosca | Stadio Petrovskij |

| Rostov sul Don 24 aprile 2016 25ª giornata | Rostov | 3 – 0 referto | Zenit San Pietroburgo | Stadio Olimp-2 |

| San Pietroburgo 28 aprile 2016 26ª giornata | Zenit San Pietroburgo | 4 – 1 referto | Kuban' | Stadio Petrovskij |

| Kaspijsk 7 maggio 2016 27ª giornata | Anži | 0 – 1 referto | Zenit San Pietroburgo | Anži-Arena |

| Saransk 11 maggio 2016 28ª giornata | Mordovija | 0 – 3 referto | Zenit San Pietroburgo | Start Stadion |

| San Pietroburgo 15 maggio 2016 29ª giornata | Zenit San Pietroburgo | 1 – 1 referto | Lokomotiv Mosca | Stadio Petrovskij |

| Chimki 21 maggio 2016 30ª giornata | Dinamo Mosca | 0 – 3 referto | Zenit San Pietroburgo | Arena Chimki |

### Coppa di Russia
| Tver' 23 settembre 2015 Sedicesimi di finale | Volga Tver' | 0 – 3 (d.t.s.) referto | Zenit San Pietroburgo | Stadion Chimik |

| San Pietroburgo 28 ottobre 2015 Ottavi di finale | Zenit San Pietroburgo | 5 – 0 referto | Tosno | Stadio Petrovskij |

| San Pietroburgo 28 febbraio 2016 Quarti di finale | Zenit San Pietroburgo | 1 – 0 (d.t.s.) referto | Kuban' | Stadio Petrovskij |

| Perm' 20 aprile 2016 Semifinali              | Amkar Perm'          | 1 – 1 (d.t.s.) referto | Zenit San Pietroburgo | Stadio Zvezda |
| \| \| \| \| \| \| Tiri di rigore 3 – 4 \| \| |                      |                        |                       |               |
|                                              |                      |                        |                       |               |
|                                              | Tiri di rigore 3 – 4 |                        |                       |               |

| Arbitro: | Aleksandr Egorov |

|             |           |                                                     |
| Olanare 36’ | Marcatori | 34’ (rig.), 63’ (rig.) Hulk 55’ Kokorin 70’ Jusupov |

### Champions League
| Arbitro: | Craig Thomson |

|                                  |           |                         |
| João Cancelo 55’ André Gomes 73’ | Marcatori | 9’, 45’ Hulk 76’ Witsel |

| Arbitro: | Matej Jug |

|                      |           |            |
| Dzjuba 35’ Šatov 67’ | Marcatori | 56’ Matton |

| Arbitro: | Martin Atkinson |

|                              |           |               |
| Dzjuba 3’ Hulk 56’ Danny 82’ | Marcatori | 49’ Lacazette |

| Arbitro: | Felix Brych |

|  |           |                 |
|  | Marcatori | 25’, 57’ Dzjuba |

| Arbitro: | Svein Oddvar Moen |

|                      |           |  |
| Šatov 15’ Dzjuba 74’ | Marcatori |  |

| Arbitro: | Manuel de Sousa |

|                            |           |            |
| Depoitre 18’ Milićević 78’ | Marcatori | 65’ Dzjuba |

| Arbitro: | Gianluca Rocchi |

|             |           |  |
| Jonas 90+1’ | Marcatori |  |

| Arbitro: | Viktor Kassai |

|          |           |                          |
| Hulk 69’ | Marcatori | 85’ Gaitán 90+6’ Talisca |

### Supercoppa di Russia
| Arbitro: | Nikolaev (Mosca) |

|                                    |                      |                                      |
| Smol'nikov 84’                     | Marcatori            | 28’ Niasse                           |
| Hulk Witsel Ansaldi Šatov Criscito | Tiri di rigore 4 – 2 | Grigor'ev Samedov Pejčinović Ćorluka |